# 時守中
時守中（15世紀—15世紀），字道衡，南直隸蘇州府吳縣人，明朝政治人物。

## 生平
時守中是嘉靖十六年（1537年）丁酉科應天鄉試舉人，四十四年（1565年）授汝陽知縣，外表木訥，實際為人明察，到任時正值丈量土地未完成，他能仔細核算錢糧，縣內吏員貪腐宿弊一清，說：「是不難國畝，伸一什之外糈，畝縮一什之內，糈若地，地若民，民若籍，而國賦定。」口碑讓當地人難忘，某府推官奉御史命到汝陽，二人為同鄉故能杯酒言歡，偶有說話冒犯他，他舉杯擲地打算辭官，對方道歉謝罪讓他消除此念，汝陽人久久傳頌此事。

## 引用
1. 1 2  民國《吳縣志·卷六十六·列傳三》：時守中，字道衡，嘉靖丁酉舉人，知河南汝陽縣，外若木訥，內實聰察，往時錢穀徵派吏上下其手，姦詭百出，守中長於覈算，夙弊一清，有他郡司李奉直指檄抵汝，與守中有桑梓誼，杯酒交歡，偶片語相侵，舉杯擲地欲投簪去，司李遜謝乃解，汝人至今道之。 《河南通志》，案志稱長洲人，今據府志選舉入吳縣
2. ↑  民國《汝陽縣志·卷七·職官志》：時守中，舉人，長洲籍，甫任時值前令履畝清糈，尋遷去通判，何不憚勞怨，嚴法踏量，得巨萬億畝遭䜛死，曹掾輒上下其手，侯至自握籌算，生曰：「是不難國畝，伸一什之外糈，畝縮一什之內，糈若地，地若民，民若籍，而國賦定。」口碑迄今不忘，民皆以佛稱之。